# Mario Vrančić
Mario Vrančić (* 23. Mai 1989 in Slavonski Brod) ist ein bosnisch-deutscher Fußballspieler. Der Mittelfeldspieler steht bei Stoke City unter Vertrag.

## Karriere

### Vereine
Bereits im B-Juniorenalter war er Spielmacher der A-Junioren des 1. FSV Mainz 05. Ab 2006 stand der Mittelfeldspieler im Mainzer Profikader. Am 19. Mai 2007 (34. Spieltag) wurde er in der 55. Minute für Marius Niculae bei der 2:5-Niederlage im Auswärtsspiel gegen den FC Bayern München eingewechselt und debütierte in der Bundesliga, seither ist er der jüngste Mainzer Spieler der  Bundesliga-Geschichte. Danach kam er in zwei Folgespielzeiten nur achtmal in der 2. Bundesliga zum Einsatz, was zur Ausleihe an den Ligakonkurrenten Rot Weiss Ahlen zur Saison 2009/10 führte. Nach Ende der Leihfrist kehrte er nach Mainz zurück, absolvierte zwölf Ligaspiele für die zweite Mannschaft und wechselte in der Winterpause zum Ligakonkurrenten, der zweiten Mannschaft von Borussia Dortmund. In der Folgesaison 2011/12 wurde Vrančić mit ihr Meister der Regionalliga West.
Zur Saison 2012/13 wechselte Vrančić zum Zweitligisten SC Paderborn 07, mit dem er nach zwei Spielzeiten am Ende der Saison 2013/14 erstmals in die Bundesliga aufstieg. Im Mai 2014 verlängerte er seinen Vertrag um zwei Jahre bis zum 30. Juni 2016. Sein erstes Bundesligator erzielte er am 30. August 2014 (2. Spieltag) beim 3:0-Sieg im Auswärtsspiel gegen den Hamburger SV mit dem Treffer zum 2:0 in der 69. Minute. In der Sommerpause 2015 verließ Vrančić den SC Paderborn nach drei Jahren und wechselte zum Bundesliga-Aufsteiger SV Darmstadt 98. Nach zwei Jahren, in denen er in 50 Pflichtspielen sechs Tore erzielt hatte, verließ er zum 30. Juni 2017 den Verein und wechselte zu Norwich City in die englische 2. Liga. In der Saison 2018/19 feierte er mit Norwich die Zweitligameisterschaft und stieg in die Premier League auf. Nach zwei weiteren Jahren in der „Fahrstuhlmannschaft“, die Vrančić zunächst zurück in die zweite Liga und danach ein weiteres Mal in die Premier League führte, schloss er sich im Juli 2021 per neuem Einjahresvertrag dem Zweitligisten Stoke City an. 2022 wurde er an den HNK Rijeka ausgeliehen.

### Nationalmannschaft
Für die U-19-Nationalmannschaft bestritt Vrančić in der Zeit vom 7. September 2007 bis 26. Juli 2008 15 Länderspiele und erzielte ein Tor. Sein Debüt gab er am 7. September 2007 in Oberhausen beim 3:1-Sieg gegen die Auswahl der Niederlande. Am 24. September 2007 erzielte er beim 8:1-Sieg im ersten Spiel der ersten Hauptrunde zur Qualifikation zur U-19-Europameisterschaft 2008 gegen die Auswahl Bosnien-Herzegowinas mit dem Treffer zum zwischenzeitlichen 4:0 in der 62. Minute sein erstes Länderspieltor. Er nahm mit der Mannschaft an der vom 14. bis 26. Juli 2008 in Tschechien ausgetragenen U-19-Europameisterschaft teil, bestritt zwei Turnierspiele (2. Gruppenspiel und das Halbfinale) und hatte Anteil – infolge des 3:1-Sieges seiner Mannschaft gegen die Auswahl Italiens – am Europameistertitel.
Am 24. August 2015 wurde Vrančić von Mehmed Baždarević in den Kader der bosnisch-herzegowinischen A-Nationalmannschaft für die EM-Qualifikationsspiele gegen Belgien und Andorra berufen. Im Spiel gegen die andorranische Auswahl am 6. September 2015 kam er zu seinem Debüt, als er in der 79. Minute für Sead Kolašinac eingewechselt wurde. Ende März 2017 kam er zum sechsten und letzten Mal für die bosnische Nationalmannschaft zum Einsatz.

## Sonstiges
Sein älterer Bruder Damir (* 1985) spielte bis 2016 bei Eintracht Braunschweig.